# Lip Pike
Lipman Emanuel "Lip" Pike (25 de maio de 1845 – 10 de outubro de 1893) o "Iron Batter", foi uma das primeiras estrelas do beisebol no século 19 nos Estados Unidos. Foi um dos primeiros jogadores profissionais, bem como o primeiro jogador judeu.  Seu irmão, Israel Pike, jogou brevemente pelo Hartford Dark Blues durante a temporada de 1877.
Pike nasceu em Nova Iorque dentro de uma família judia de origem holandesa e cresceu no bairro do Brooklyn. Seu pai era vendedor de miudezas. Pike era um grande rebatedor e um dos melhores em home runs em sua época, tanto que estórias sobre as bolas que rebatia eram contadas mesmo após sua aposentadoria.

## Morte
Pike morreu subitamente de doença cardiovascular aos 48 anos de idade em 1893. O jornal The Brooklyn Eagle reportou que "Muitos hebreus, homens ricos em círculos de beisebol e políticos compareceram ao serviço de funeral". Foi enterrado no cemitério Salem Fields Cemetery no Brooklyn.

## Hall of Fame
Pike foi considerado o primeiro jogador profissional de beisebol e o primeiro jogador judeu famoso, e foi induzido ao International Jewish Sports Hall of Fame.